# NGC 2354
NGC 2354 هي مجرة تتبع كوكبة الكلب الأكبر. اكتشفها ويليام هيرشل في 6 مارس 1785.

## روابط خارجية
- NGC 2354 على موقع ويكي سكاي: DSS2, SDSS, GALEX, IRAS, Hydrogen α, X-Ray, Astrophoto, Sky Map, Articles and images